# Kanton Bezons
Der Kanton Bezons war von 1964 bis 2015 ein französischer Wahlkreis im Arrondissement Argenteuil, im Département Val-d’Oise und in der Region Île-de-France. Er war identisch mit der Gemeinde Bezons.

## Bevölkerungsentwicklung
| 1990   | 1999   | 2006   | 2011   |
| ------ | ------ | ------ | ------ |
| 25.680 | 26.263 | 27.652 | 28.330 |